# Partido de los Trabajadores (España)
El Partido de los Trabajadores (PTE-ORT) es un partido político surgido de la unificación del Partido del Trabajo de España (PTE) y de la Organización Revolucionaria de Trabajadores (ORT) en julio de 1979 y que cesó su actividad en 1980, en un momento de crisis interna, a pesar de ser la primera fuerza extraparlamentaria en aquel momento. En febrero de 2009 se refundó como Partido de los Trabajadores de España, retomando la actividad política del anterior.

## Historia

### Precedentes
El antiguo Partido del Trabajo de España (PTE) impulsó la creación de la Confederación de Sindicatos Unitarios de Trabajadores (CSUT), sindicato del que formaba parte el Sindicato de Obreros del Campo (SOC) de Andalucía, precursor del actual Sindicato Andaluz de Trabajadores (SAT). Su organización juvenil fue la Joven Guardia Roja de España (JGRE) y su secretario general fue Eladio García Castro.
La Organización Revolucionaria de Trabajadores (ORT), por su parte, impulsó la creación del Sindicato Unitario (SU). Su organización juvenil fue la Unión de Juventudes Maoístas (UJM) y su secretario general se llamaba José Sanromá Aldea.
Sus publicaciones principales fueron, por parte del PTE, La Unión del Pueblo; que en el País Vasco se llamó Jeiki ("levantarse") y en Cataluña se llamó Avant ("adelante"). Por parte de la ORT se publicó el periódico En Lucha y la revista El Militante.

### Unión de PTE y ORT
El 24 de julio de 1979 el PTE y la ORT se disolvieron para crear el Partido de los Trabajadores (PTE-ORT), siendo su nuevo órgano de prensa el periódico Yesca, actualmente La Unión del Pueblo.
Después de haber conseguido en las elecciones municipales del 3 de abril de 1979 cerca de 400 concejales (11 de ellos provinciales) y 20 alcaldes, teniendo su techo electoral en 325.000 votos, en 1980 se disolvió. La mayoría de sus afiliados se integraron en diferentes partidos políticos, como el Partido Comunista de los Pueblos de España, Partido Comunista de España, Izquierda Unida, o en diferentes organizaciones sociales.

### Refundación
El PTE-ORT se refundó en febrero de 2009, tras la iniciativa de dos antiguos camaradas, Marcos Palomo Palomo y Antonio García García, y el seguimiento de una centena de exmilitantes. En 2013 inició contactos con otras organizaciones comunistas españolas con el objetivo de organizar la I Conferencia Estatal de Organizaciones Comunistas y acercar posturas entre todas las organizaciones de carácter marxista-leninista.
Tiene delegaciones en la Comunidad de Madrid, Asturias, Cataluña, las islas Baleares, las islas Canarias, la Región de Murcia, Andalucía, Castilla y León, Castilla-La Mancha, Extremadura y la República Dominicana.